# 第13師団 (日本軍)
第13師団（だいじゅうさんしだん）は、大日本帝国陸軍の師団の一つ。
日露戦争中の1905年（明治38年）と、日中戦争勃発後の1937年（昭和12年）に編成された。

## 第一次編成
日露戦争末期の1905年（明治38年）4月、従来の師団総てを動員したため、本土駐留師団がなくなる事態となった。そこで第13師団を含む4個師団が創設された。
アメリカ合衆国大統領セオドア・ルーズベルトの意見を受け、日本は日露戦争の講和を有利に運ぶために樺太占領を決定し、第13師団が投入された。独立第13師団として編成された師団は7月7日に樺太大泊郡深海村女麗（めれい）に上陸すると北上を続け、8月1日には駐樺太ロシア帝国軍が降伏し、樺太全島の占領を完了した。その後、締結されたポーツマス条約により、千島・樺太交換条約でロシア領になった樺太のうち北緯50度以南が日本領になった。

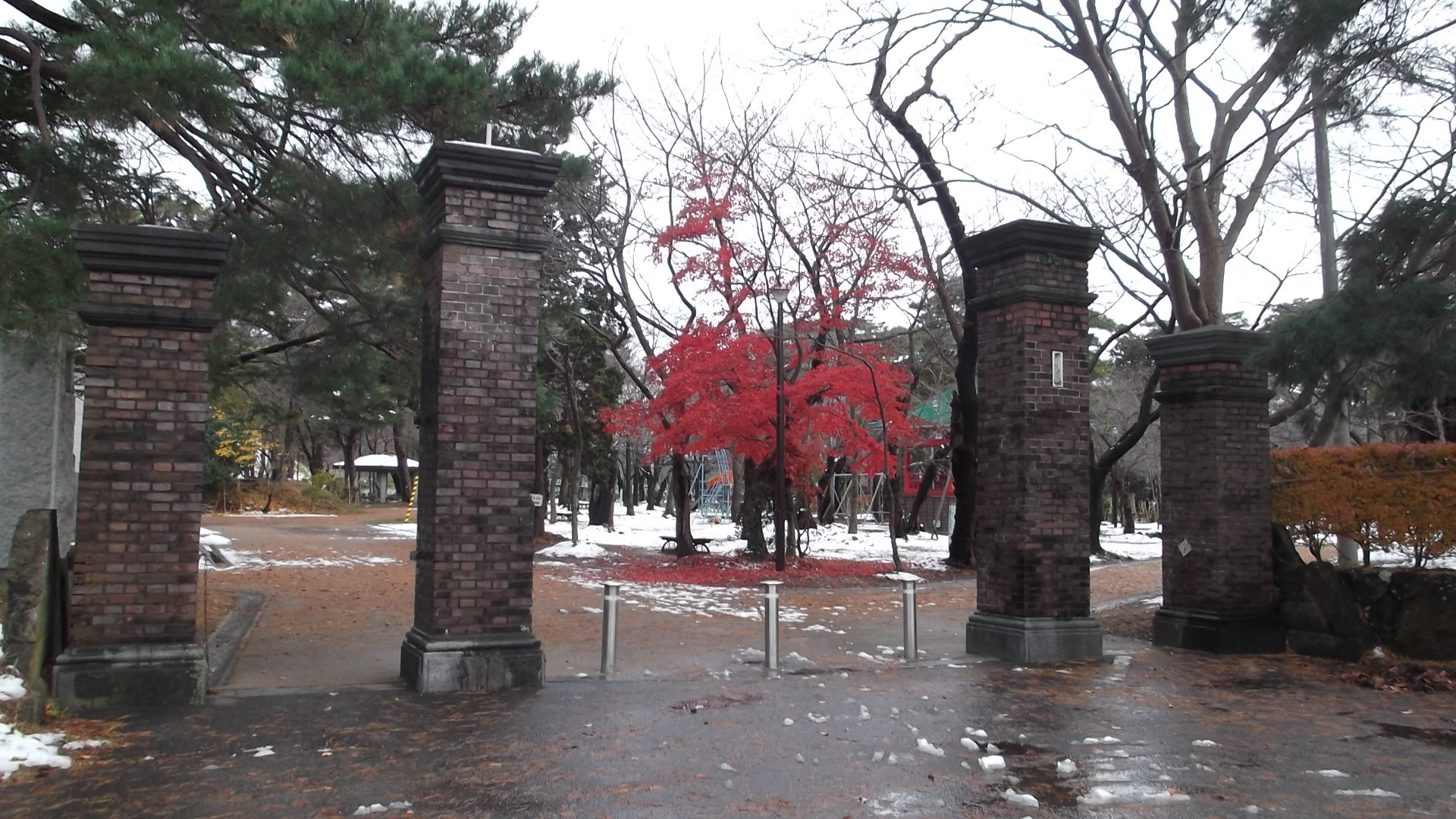
旧陸軍第13師団司令部営門跡（新潟県上越市の高田城址公園内）

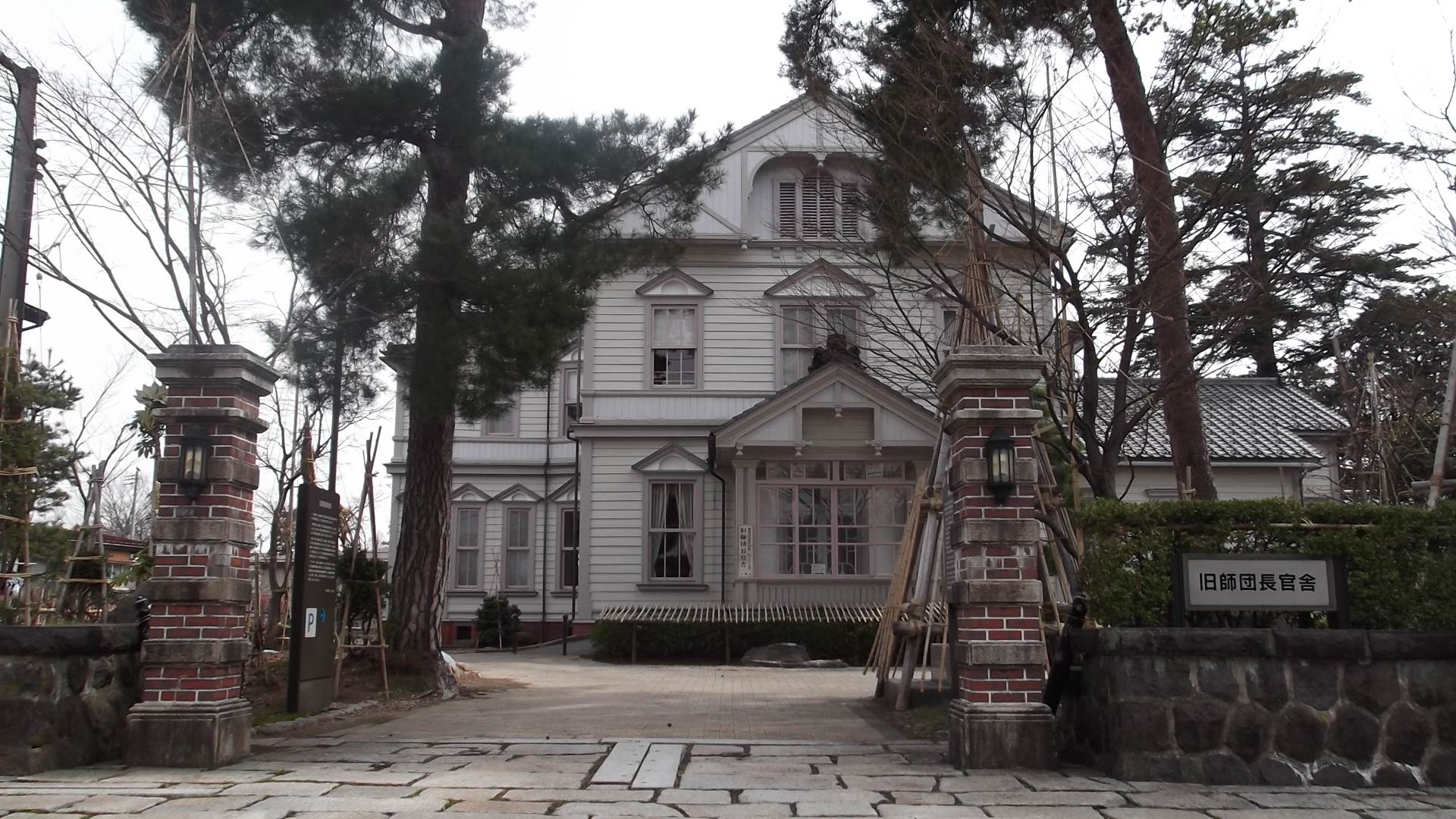
旧陸軍第13師団長官舎（新潟県上越市）

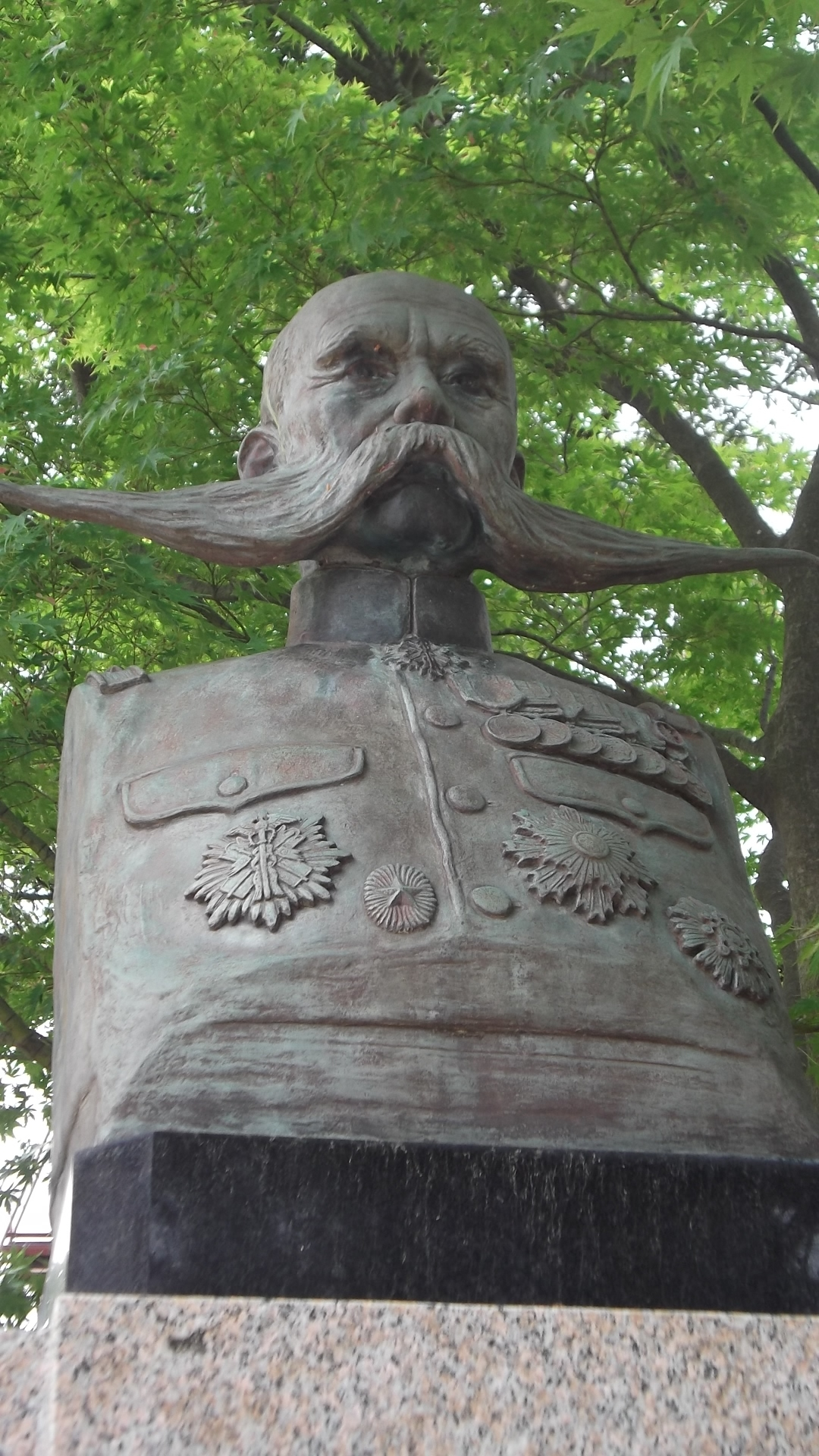
長岡外史の銅像（新潟県上越市・旧陸軍第13師団長官舎）

1906年（明治39年）、第13師団が常設師団として信越地方に設置される方針が明らかになると、新潟県高田町（現在の高田市）が積極的な誘致運動を行い、衛戍地となった。新潟県の高田、新発田と長野県の松本に歩兵連隊、新潟県の小千谷に工兵大隊が配置され、高田には連隊区司令部、憲兵分隊、衛戍病院など師団の基幹部隊が配置された。また、高田市の周辺に中田原練兵場、灰塚射撃場、関山演習場が設定された。
1908年（明治41年）11月6日、師団司令部は高田新庁舎に移転。1913年（大正2年）4月12日、師団司令部は満州遼陽に移転した。1915年（大正4年）6月3日、師団司令部は高田市に帰還した。
師団はその後、朝鮮駐剳を経て1920年（大正9年）のシベリア出兵に動員された。1923年（大正12年）の関東大震災には救援部隊として東京に出動し、警備任務に従事した。しかし、大正年間には続く戦役によって政府は財政難となっており、1925年（大正14年）に加藤高明内閣で行われた所謂「宇垣軍縮」によって4個師団の廃止が決まり、第13師団も第15師団、第17師団、第18師団とともに廃止された。
余談として、1910年（明治43年）より蔣介石が野戦砲兵（高田）として一時期在籍していたことがある。
また、長岡外史が第13師団長だった1911年（明治44年）1月12日、オーストリア＝ハンガリー帝国の軍人だったテオドール・エードラー・フォン・レルヒ少佐から、師団のスキー専修員にスキー技術を伝授された。これが日本におけるスキー発祥と言われている。

### 歴代師団長
- 原口兼済 中将：1905年（明治38年）4月1日 - 1906年（明治39年）7月6日
- 岡崎生三 中将：1906年（明治39年）7月6日 - 1910年（明治43年）6月1日
- 長岡外史 中将：1910年（明治43年）6月1日 - 1913年（大正2年）1月15日
- 秋山好古 中将：1913年（大正2年）1月15日 - 1915年（大正4年）2月15日
- 安藤厳水 中将：1915年（大正4年）2月15日 - 1918年（大正7年）7月24日
- 西川虎次郎 中将：1918年（大正7年）7月24日 - 1921年（大正10年）1月6日
- 河村正彦 中将：1921年（大正10年）1月6日 - 1923年（大正12年）8月6日
- 井戸川辰三 中将：1923年（大正12年）8月6日 - 1925年（大正14年）5月1日（廃止）

### 歴代参謀長
- 小泉策郎 歩兵大佐：1905年（明治38年）2月5日[7] - 1905年7月[8]
- 河村秀一 騎兵大佐：1905年（明治38年）7月[8] - 1905年10月[9]
- 若見虎治 歩兵中佐：1905年（明治38年）10月[9] - 1907年11月13日[10]
- 渡辺小太郎 歩兵大佐：1907年（明治40年）11月13日 - 1912年1月19日[11]
- 倉田新七 歩兵大佐：1912年（明治45年）1月19日 - 1913年4月16日死去[12]
- 首藤多喜馬 歩兵大佐：1913年（大正2年）4月16日 - 1915年2月15日[13]
- 上田太郎 歩兵大佐：1915年（大正4年）2月15日 - 1917年8月6日[14]
- 波多野義彦 砲兵大佐：1917年（大正6年）8月6日 - 1919年7月25日[15]
- 草刈宗太郎 歩兵大佐：1919年（大正8年）7月25日 - 1923年8月6日[16]
- 石川漣平 砲兵大佐：1923年（大正12年）8月6日 - 1924年2月4日[17]
- 能村久次郎[注 1] 歩兵大佐：1924年（大正13年）2月4日[18] - 1924年7月12日[19]
- 中川金蔵 歩兵大佐：1924年（大正13年）7月12日 - 1925年（大正14年）5月1日[20]

### 最終所属部隊

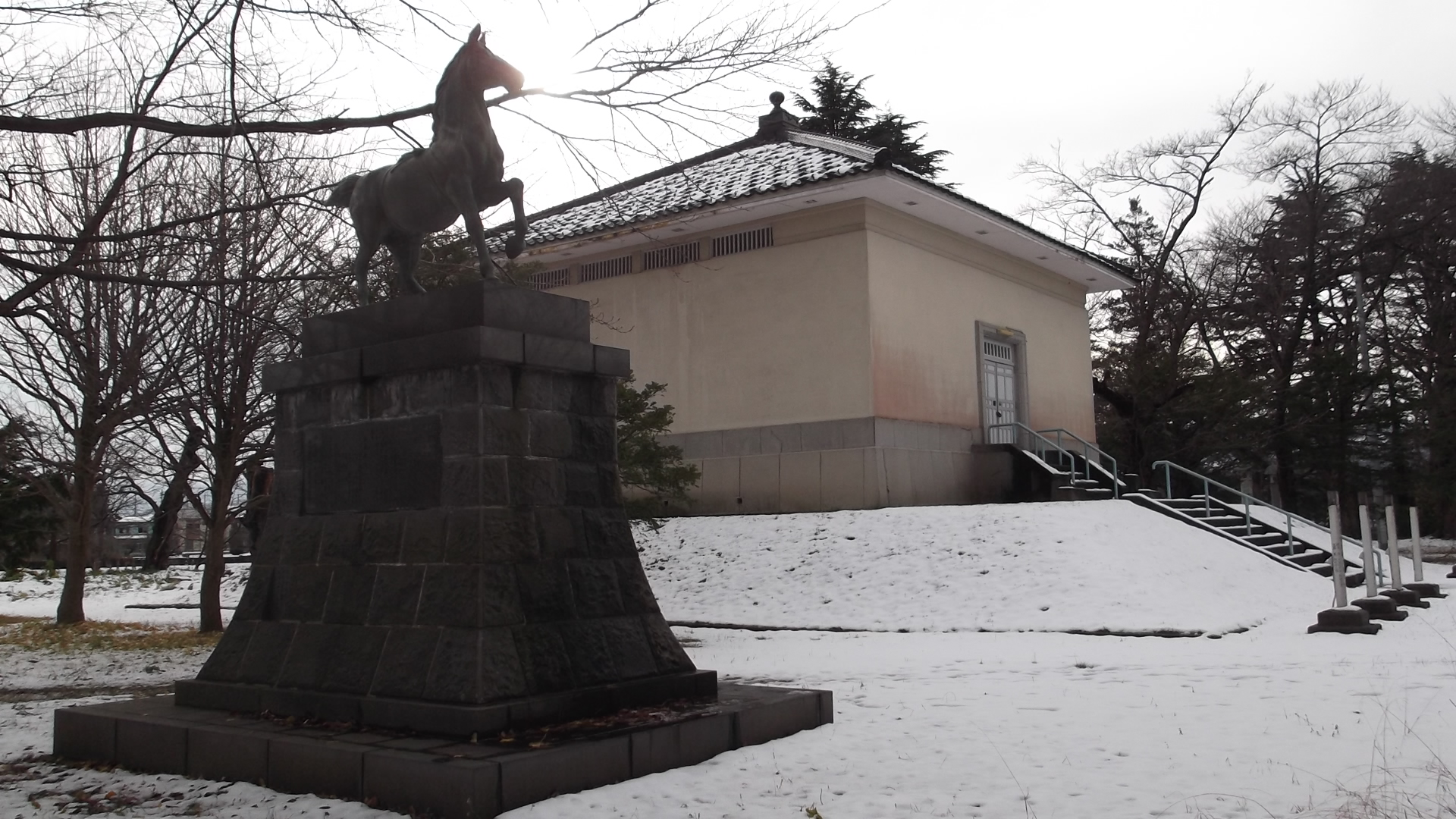
騎兵第17連隊跡地に建てられた記念碑（新潟県上越市の高田城址公園内）

- 歩兵第15旅団 
  - 歩兵第16連隊（新発田）
  - 歩兵第30連隊（高田）
- 歩兵第26旅団
  - 歩兵第50連隊（松本）
  - 歩兵第58連隊（高田）
- 騎兵第17連隊（高田）
- 野砲兵第19連隊（高田）
- 輜重兵第13大隊（高田）

## 第二次編成
日中戦争が勃発すると日本本土から次々と師団が中国大陸に派遣され、同時に従来の常設師団から新たに特設師団が編成された。第13師団も、1937年（昭和12年）9月10日に留守第2師団の担当で復活し、上海派遣軍司令官松井石根大将の要請により、第9師団および第101師団とともに第二次上海事変の増援軍として上海戦線に赴いた。激戦のさなか、第58連隊第2大隊長金山賢一郎少佐、第104連隊第2大隊長斉藤淳一少佐、第116連隊第3大隊長辻文喜少佐が戦死し、上海を占領した。
上海戦の後は南京攻略戦に投入、1938年（昭和13年）2月14日には新設された中支那派遣軍戦闘序列に編入され徐州会戦を戦い、7月4日には第2軍に編入武漢作戦に参戦した。その後11月9日に第11軍に編入され、中国戦線での様々な作戦に参戦した。
太平洋戦争開戦後も第11軍隷で下華中に在り、1944年（昭和19年）には大陸打通作戦第二段の湘桂作戦に参加して広西省に進攻、9月11日に全県を攻略し、11月1日には桂林第2・第3飛行場を占領、一時貴州省まで進出し、12月2日には独山を占領した。作戦終了後は第11軍司令部の置かれた柳州の西側の宜山方面の警備を担当した。なお南側の南寧方面は第3師団、北東側の桂林方面は第58師団が担当した。1945年（昭和20年）になると戦局の変化から広西省方面の日本軍は撤退を開始、4月18日に第3師団とともに支那派遣軍直轄師団となり、南京方面に向けて移動中に湖南省長沙で終戦を迎えた。
師団は当初、歩兵第65連隊、歩兵第104連隊、歩兵第58連隊、歩兵第116連隊を隷下に持つ四単位師団として編成された。1942年（昭和17年）12月には、歩兵第58連隊を第31師団に転用し、三単位編制に改編された。

### 歴代師団長
- 荻洲立兵 中将：1937年（昭和12年）9月10日 - 1939年（昭和14年）8月1日
- 田中静壱 中将：1939年（昭和14年）8月1日 - 1940年（昭和15年）9月28日
- 内山英太郎 中将：1940年（昭和15年）9月28日 - 1942年（昭和17年）8月17日
- 赤鹿理 中将：1942年（昭和17年）8月17日 - 1945年（昭和20年）1月20日
- 吉田峯太郎 中将：1945年（昭和20年）1月20日 - 終戦

### 歴代参謀長
- 畑勇三郎 砲兵大佐：1937年（昭和12年）9月24日- 1938年3月1日[21]
- 吉原矩 工兵大佐：1938年（昭和13年）3月1日 - 1938年12月10日[22]
- 石川琢磨 歩兵大佐：1938年（昭和13年）12月10日 - 1940年3月9日[23]
- 秋永力 歩兵大佐：1940年（昭和15年）3月9日 - 1942年8月1日[24]
- 依知川庸治 大佐：1942年（昭和17年）8月1日- 1945年6月15日[25]
- 中村従吉 大佐：1945年（昭和20年）6月15日 - 終戦[26]

### 最終司令部構成
- 参謀長：中村従吉大佐
  - 参謀：鎌沢到良少佐
- 経理部長：大井清主計中佐
- 軍医部長：柴田長七軍医中佐
- 獣医部長：井上桜文郎獣医中佐

### 最終所属部隊
- 歩兵第65連隊（会津若松）：服部卓四郎大佐
- 歩兵第104連隊（仙台）：野口義男大佐
- 歩兵第116連隊（新発田）：岩下栄一大佐
- 山砲兵第19連隊：石浜勲大佐
- 工兵第13連隊：石川省三大佐
- 輜重兵第13連隊：田原親雄大佐
- 第13師団通信隊：大薗広志少佐
- 第13師団兵器勤務隊：中西新作少佐
- 第13師団衛生隊：橋本匡中佐
- 第13師団第1野戦病院：藤井清士軍医少佐
- 第13師団第2野戦病院：中山恵夫軍医少佐
- 第13師団第4野戦病院：山田暢雄軍医少佐
- 第13師団病馬廠：増田健治獣医大尉

## 現存する師団長官舎
新潟県上越市に、当時建設されていた場所から移転された旧師団長官舎がある。師団長官舎が現存しているのは新潟県上越市（旧第13師団)、愛知県豊橋市（旧第15師団）、青森県弘前市（旧第8師団）の三つである。